# 楊霽
楊霽（1838年—？），字子和，号晓村，漢軍正紅旗人。进士出身，清朝官員。

## 生平
隶正红旗汉军恒祥佐领下，咸豐戊午科舉人，同治四年（1865年）乙丑科一甲第三名進士（探花）。授翰林院編修。同治六年八月初一（1867年8月29日），调任廣西學政。光緒六年，授山西平阳府知府。曾于1877年接替赵佑宸任松江府知府一职，1878年由博润接任。官至廣東潮州府知府。

## 家庭
- 高祖楊晏（c.1720s-?），正红旗汉军佐领、湖北按察使。原配妻年氏，继妻許氏。
- 曾祖杨铨（号念园，c.1750s-?），广东盐运大使，有《得树轩诗稿》。妻爱新觉罗氏（胞兄侍卫宗室慧明阿，父宗室托克托，先祖舒爾哈齊），陈氏。
- 祖父楊書績（号杲楼，c.1770s-?），嘉庆八年舉人，浙江盐场大使、云南知县，有《还砚斋诗稿》。嫡妻姚氏（父内务府正白旗汉军、乾隆戊子科舉人、两淮盐场大使姚明新，著有《春嚴吟草》；母楊瓊華，著有《綠窗吟草》（祖父正白旗汉军、兵部尚書楊應琚）；姑母姚素玉，著有《杏雨楼诗稿》，嫁鑲黃旗滿洲、浙江處州鎮總兵高益（父江南壽春鎮總兵署理江南提督高鈺 (清朝)，胞叔文定公高斌，堂兄文端公高晋）；祖父江宁布政使、西陵承办總管內務府大臣姚永泰；胞侄同治四年（1865年）乙丑科进士斌敏）。继妻金佳氏（父镶蓝旗满洲、乾隆丁酉科舉人寶麟）。
- 父楊超格（c.1810s-?），太学生。母金佳氏（父镶蓝旗满洲英会，祖父乾隆丁酉科舉人寶麟）。
- 胞叔道光十六年（1836年）丙申恩科进士杨能格（1814-？）。
- 姑母杨氏，嫁内务府正白旗汉军、道光二十四年甲辰恩科举人姚氏斌祥（父德觀；胞叔同治四年（1865年）乙丑科进士斌敏，与楊霽进士同榜）。
- 胞兄楊霟。其女杨氏，嫁镶蓝旗汉军尚其承（胞兄光緒十八年（1892年）壬辰科进士尚其亨）。
- 嫡堂兄楊儒，同治丁卯科順天舉人，戶部左侍郎、清末外交官。
- 从堂兄杨霦，俄罗斯官学教习。
- 妻伊尔根觉罗氏（父镶蓝旗满洲、河南河北镇总兵花里雅逊布）。
- 子观嘉。
- 女曾佑。